# Hesperandra brevicollis
Hesperandra brevicollis là một loài bọ cánh cứng trong họ Cerambycidae.